# Werner Jochmann (Historiker)
Werner Jochmann (* 5. August 1921 in Biesig; † 16. November 1994 in Hamburg) war ein deutscher Historiker und Direktor der Forschungsstelle für die Geschichte des Nationalsozialismus in Hamburg.

## Leben und Wirken

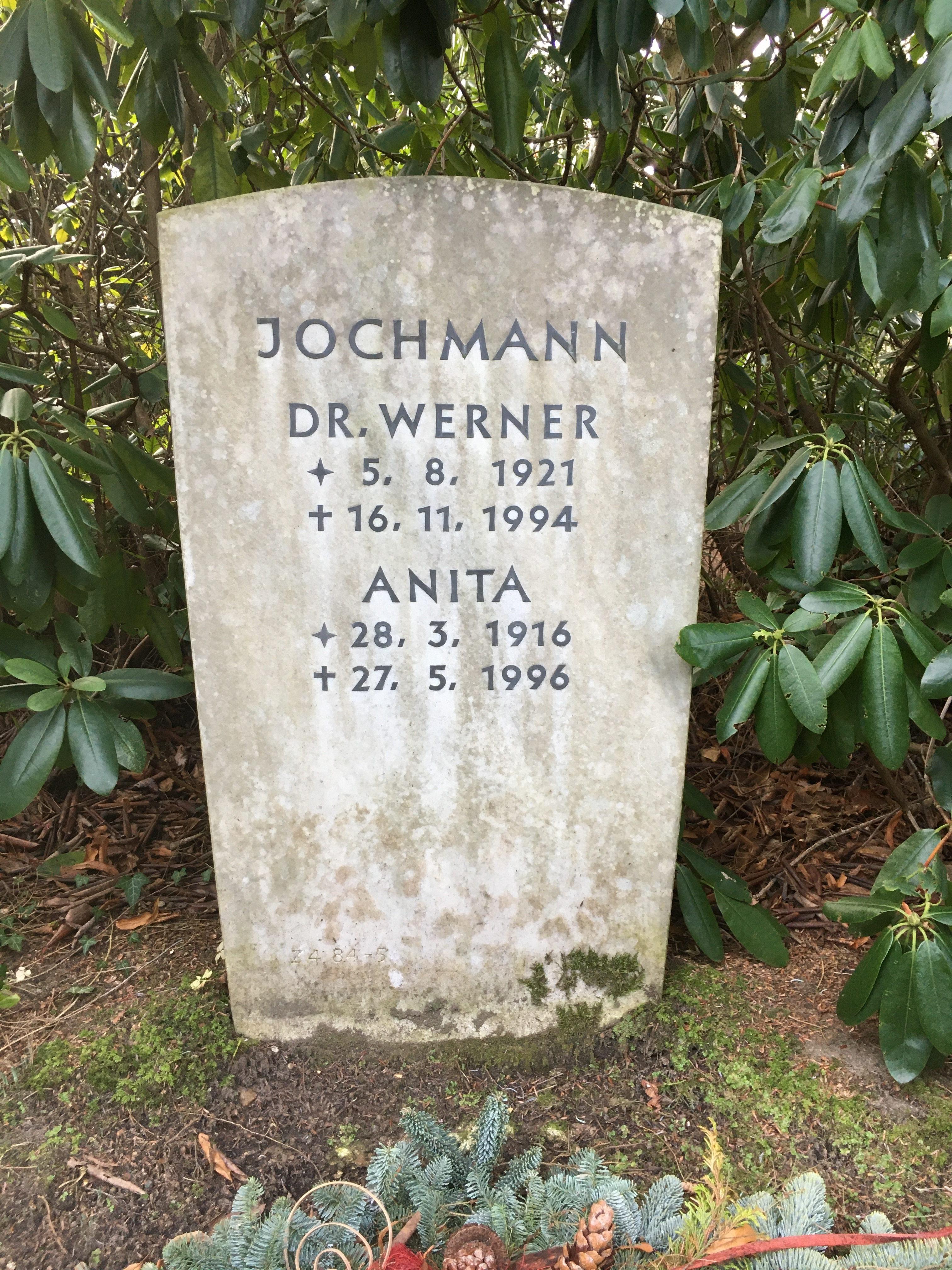
Grabstätte Werner Jochmann auf dem Friedhof Ohlsdorf

Werner Jochmann wuchs als Sohn eines Bauern in bescheidenen Verhältnissen auf. 1940 legte er am Gymnasium in Reichenbach das Abitur ab. Unmittelbar darauf wurde er zur Wehrmacht eingezogen und im August 1941 in Russland verwundet. Nach der Entlassung aus dem Lazarett studierte Jochmann seit 1942 in Breslau Geschichte, Germanistik, Geografie und Philosophie. Der Versuch, das Studium nach Kriegsende in Jena fortzusetzen, scheiterte, da er wegen eines Konfliktes mit einem kommunistischen Funktionär von der Universität verwiesen wurde. 1946 folgte er seinem Lehrer Hermann Aubin zuerst nach Göttingen und wenige Monate später nach Hamburg, wo er 1949 mit der Arbeit Hamburger Handel im 13. und 14. Jahrhundert promoviert wurde. Ein Angebot, in den Mitarbeiterkreis der Monumenta Germaniae Historica einzurücken, schlug er aber aus.
Von 1948 bis 1953 war er Lehrer an einer Hamburger Oberschule. Jochmann wurde 1953 Assistent des Zeithistorikers Fritz Fischer an der Universität Hamburg und befasste sich in den folgenden sieben Jahren intensiv mit der deutschen Geschichte im 20. Jahrhundert. 1960 vertraute ihm der Hamburger Senat den Aufbau der damaligen Forschungsstelle für die Geschichte des Nationalsozialismus in Hamburg an, die er 26 Jahre bis zu seiner Pensionierung 1986 leitete. In dieser Zeit entwickelte sich die Einrichtung zu einem im In- und Ausland bekannten Institut. Bei der Neugründung des Instituts setzte Jochmann durch, dass nicht nur die Zeit des Nationalsozialismus im engeren Sinn, sondern die Vorgeschichte seit der Reichsgründung von 1871 zu untersuchen sei. In seiner Ära erschien eine große Anzahl von Studien zur politischen Sozialgeschichte Hamburgs und Deutschlands vom Ende des 19. bis zur Mitte des 20. Jahrhunderts. Der Schwerpunkt war dabei die Frage nach den Ursachen für das Aufkommen des Nationalsozialismus, nach seinen Vorläufern und Wegbereitern.
Daneben war Jochmann über viele Jahre hinweg in der Lehre tätig. Von 1954 bis 1959 unterrichtete er am Institut für Lehrerfortbildung, von 1959 bis 1963 an der Akademie der Wissenschaften und von 1967 bis 1984 am Historischen Seminar der Universität Hamburg. Jochmann fungierte als Gutachter im Hamburger NS-Prozess gegen Ludwig Hahn, den Kommandeur der Sicherheitspolizei und des SD in Warschau. Einer breiteren Öffentlichkeit wurde Jochmann außerdem durch die Herausgabe einer originalgetreuen Fassung von Hitlers Tischgesprächen bekannt, welche in der neueren Forschung als exakte „Gesprächsaufzeichnungen“ angezweifelt werden. Jochmann hat grundlegende Beiträge zur Ausbreitung des Antisemitismus zwischen 1871 und 1945 und der Geschichte des Nationalsozialismus in Hamburg und Deutschland sowie zur politischen Rolle der Protestanten in dieser Zeit vorgelegt.
Jochmann arbeitete nach der Maxime „Erinnerung befreit und ist die Grundlage der Versöhnung“, so das Nachrichtenmagazin Der Spiegel nach Jochmanns Tod 1994. Danach habe sich seine Arbeit als Historiker vom Ideologen dadurch unterschieden, dass er auch bereit war, „andere Antworten zu bekommen, als erwartet oder gar gewünscht“. Jochmann gehörte zu den ersten Historikern, die rechtfertigende Sichtweisen des Nationalsozialismus als „Betriebsunfall der Geschichte“ oder als ein „über Deutschland gekommenes Verhängnis“ ablehnten.
Werner Jochmann erhielt seine letzte Ruhestätte auf dem Friedhof Ohlsdorf im Planquadrat Z 4 an der Talstraße.

## Schriften (Auswahl)
Monographien

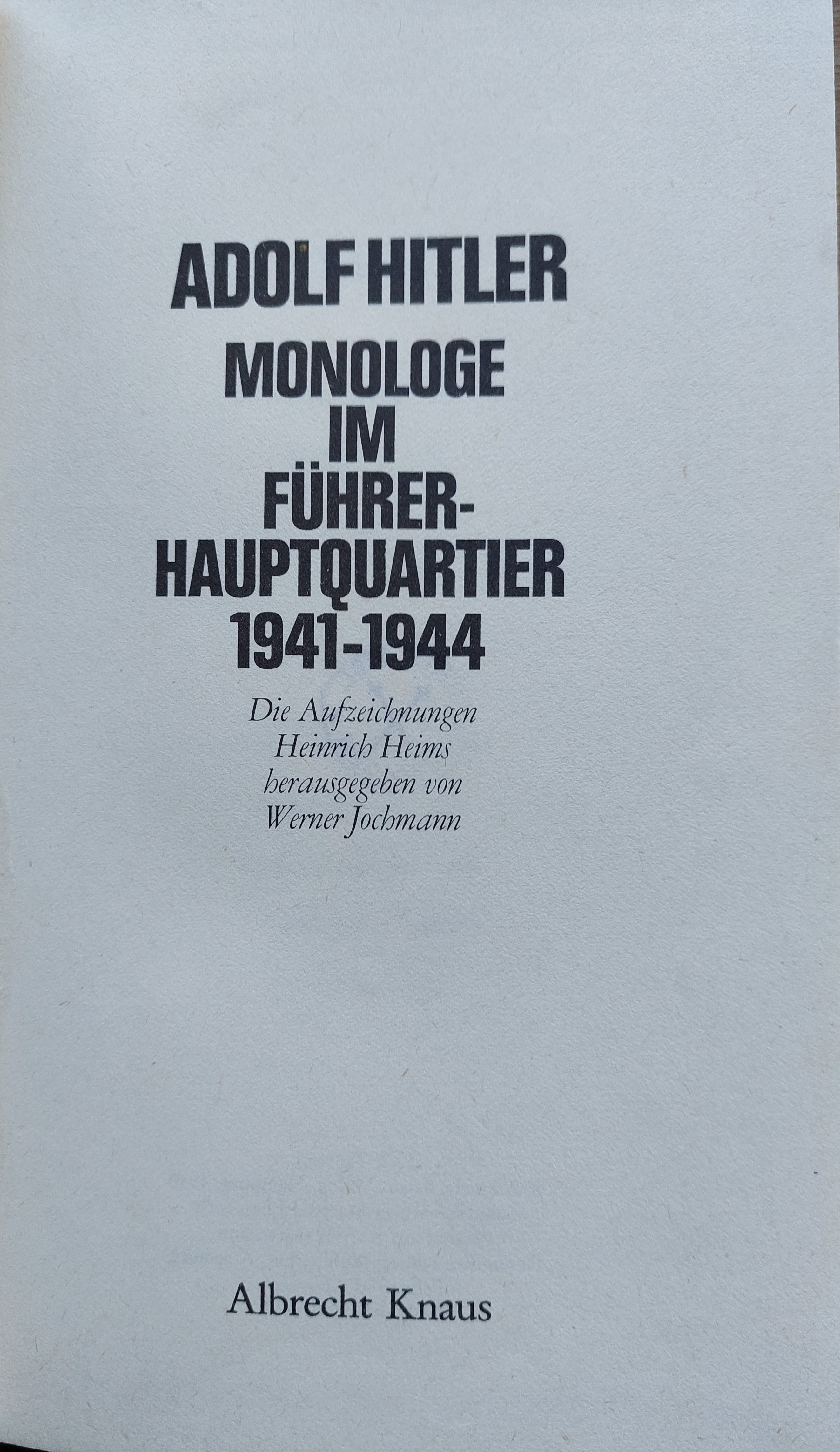
Monologe (1980)

- Gesellschaftskrise und Judenfeindschaft in Deutschland 1870–1945 (= Hamburger Beiträge zur Sozial- und Zeitgeschichte. Band 23). Christians, Hamburg 1988, ISBN 3-7672-1056-8.
- mit Ursula Büttner: Hamburg auf dem Weg ins Dritte Reich. Entwicklungsjahre 1931–1933. Landeszentrale für Politische Bildung, Hamburg 1983.
- Nationalsozialismus und Revolution. Ursprung und Geschichte der NSDAP in Hamburg 1922–1933. Dokumente (= Veröffentlichungen der Forschungsstelle für die Geschichte des Nationalsozialismus in Hamburg. Band 3). Europäische Verlagsanstalt, Frankfurt am Main 1963.
- Im Kampf um die Macht. Hitlers Rede vor dem Hamburger Nationalklub von 1919 (= Veröffentlichungen der Forschungsstelle für die Geschichte des Nationalsozialismus in Hamburg. Band 1). Europäische Verlagsanstalt, Frankfurt am Main 1960.
- Der Hamburger Handel im 13. und 14. Jahrhundert. Hamburg 1948, (Dissertation, Universität Hamburg, Philosophische Fakultät, 3. Februar 1949).

Herausgeberschaften
- Adolf Hitler. Monologe im Führerhauptquartier 1941–1944. Aufgezeichnet von Heinrich Heim. Hamburg 1980, ISBN 3-8135-0796-3; Sonderauflage, München 2000, ISBN 3-572-01156-6.